# Меньки (Минская область)
Меньки — деревня в Дзержинском районе, Минской области. Входит в состав Путчинского сельсовета.

## История
Меньки — название произошло от рыбы менёк или мень. Это вид лучепёрых рыб из семейства тресковых, выделяемый в монотипический род Brosme.
До 28 мая 2013 года входила в состав Волменского сельсовета.

## Достопримечательности

### Чертов камень Ратынский
На территории Дзержинского района находится уникальный памятник природы — Чертов камень Ратынский. Находится он на самом севере нашего края, на границе с Воложинским районом, недалеко от деревни Меньки Волмянского сельского совета. Принесён он на нашу территорию силой предпоследнего оледенения на территории Беларуси — сожского (московского) с территории Скандинавии. Это огромный камень. Валун поражает своими размерами. Он возвышается на 3,6 метров над землёй и имеет 6 метров в ширину.
Легенды связанные с камнем:
Например, люди верят, что камни растут. Особенно активно, по мнению старожилов, они прибавляют в весе в дождь или грозу. Самые молодые камни — маленькие, а вот такому подобному лесному богатырю — не одна тысяча лет.
А вот другая легенда, открывающая свет на происхождение названия камня. Как-то обиделся чёрт на людей и решил их наказать. Взял он большой камень, какой только мог поднять, и полетел с ним над землёй, чтобы сбросить свою ношу на людей. И вот, пролетая над деревней Меньки, он услышал крик петуха. Сильно испугался чёрт крика горластой птицы, выронил камень, так и не донеся его до своей цели. Определение Ратынский ему было добавлено по названию деревушки Ратынцы, расположенной также в нескольких километрах от камня.
Ещё совсем недавно люди клали поздно вечером под этот камень свою старую изношенную обувь, веря в то, что на следующее утро они найдут на этом месте новые сапоги.